# Arthrodion africanum
Arthrodion africanum là một loài bọ cánh cứng trong họ Tenebrionidae. Loài này được Fairmaire miêu tả khoa học năm 1882.